# Haman (Sankt Wolfgang)
Haman ist ein Gemeindeteil  von St. Wolfgang im oberbayerischen Landkreis Erding.

## Lage
Die Einöde Haman liegt 3,7 Kilometer westlich der Hauptstraße (B 15) des Gemeindehauptorts Sankt Wolfgang.

## Bevölkerungsentwicklung
Um 1871 gab es in Haman acht Einwohner. Im Mai 1987 lebten dort fünf Einwohner in einem Wohngebäude.
| Jahr      | 1871 | 1987 |
| Einwohner | 4    | 5    |